# Coal Chamber
Coal Chamber foi uma banda de nu metal de Los Angeles, Califórnia, Estados Unidos, formada na década de 90, com o "boom do nu metal", que bandas como Korn, Limp Bizkit e Deftones ajudaram a criar. O estilo musical de Coal Chamber é heavy metal, alternative metal, gothic metal e industrial metal.

## História
A história do Coal Chamber começa em 1994, em Los Angeles, quando Dez Fafara, Rayna Foss, Miguel Rascón e Mikey Cox se unem para formar a banda, divulgando seu trabalho através de demos produzidos por eles mesmos. Os demos chamaram a atenção do guitarrista do Fear Factory, Dino Cazares, e o produtor Ross Robinson, até que firmaram contrato com a gravadora Roadrunner Records em 1995, gravando seu primeiro álbum Coal Chamber lançado em fevereiro de 1997. O álbum recebeu três estrelas em uma escala que vai até cinco. O álbum também foi selecionado pela Kerrang! em janeiro de 1998 como o álbum de número 99 na lista dos "100 álbuns que você deve ouvir antes de morrer". O álbum recebeu a certificação de Ouro pela RIAA, ultrapassando a marca de 500 000 cópias vendidas nos Estados Unidos. O álbum possui o videoclipe loco, que entrou na posição número 10 na parada Top Heatseekers. Com o lançamento do CD a banda entrou na sua primeira turnê europeia, no Ozzfest, e abriu shows do Type O Negative.
Após as turnês, a banda começa a trabalhar na gravação do seu próximo álbum, intitulado Chamber Music, lançado em 1999, e seu primeiro single foi um cover de Peter Gabriel, "Shock The Monkey", com a participação especial de Ozzy Osbourne. O vídeo dessa música também foi produzido com a direção de Nathan "Karma" Cox.
Na tour que se seguiu, em uma apresentação no Texas, um desentendimento entre Dez e Meegs culminou em agressão física. Apesar de o fim da banda ter sido anunciado, um terceiro disco sairia em 2002, "Dark Days", com a música "Something Told Me" na trilha sonora do filme Resident Evil. Rayna Foss-Rose saiu da banda alegando que precisava dedicar mais tempo para sua filha que teve com o baterista do Sevendust, Morgan Rose; na ocasião, Foss-Rose disse em comunicado: "Esta foi uma decisão difícil de tomar, mas é aquela que Morgan e eu sentimos que é importante para nossas vidas e nossa família". "Eu não desejo nada, mas o melhor para a banda, e sempre vou amar e valorizar o tempo que tivemos juntos." Em seu lugar foi colocada a baixista Nadja Peulen, que já havia substituído Rayna quando ela estava grávida.
Em 2003 o fim da banda é fato. Dez a partir de 2003 ingressou na banda DevilDriver. Após alguns anos de hiato o grupo retornou no ano de 2011.

## Integrantes

### Atuais
- Dez Fafara – vocal
- Meegs Rascon – guitarra
- Mikey "Bug" – bateria
- Nadja Peulen – baixo

### Ex-integrantes
- Rayna Foss-Rose – baixo (1995-2002)
- Chela Rhea Harper – baixo (2011-2014)

## Discografia

### Álbuns de estúdio
- Coal Chamber (1997)
- Chamber Music (1999)
- Dark Days (2002)
- Rivals (2015)

### Compilações
- Giving the Devil His Due (2003)
- The Best of Coal Chamber (2004)